# Sanya E-Prix 2019
Der Sanya E-Prix 2019 (offiziell: 2019 FWD Sanya E-Prix) fand am 23. März auf der Formel-E-Rennstrecke Sanya in Sanya statt und war das sechste Rennen der FIA-Formel-E-Meisterschaft 2018/19. Es handelte sich um den ersten Sanya E-Prix und um das erste Rennen der FIA-Formel-E-Meisterschaft in China seit dem Beijing ePrix 2015.

## Bericht

### Hintergrund
Nach dem Hongkong E-Prix führte Sam Bird in der Fahrerwertung mit einem Punkt vor Jérôme D’Ambrosio und mit zwei Punkten vor Lucas di Grassi und Edoardo Mortara. In der Teamwertung hatte Virgin Racing elf Punkte Vorsprung auf Audi Sport ABT Schaeffler und 14 Punkte Vorsprung auf Mahindra Racing.
Daniel Abt, Buemi, di Grassi, Félix da Costa und Stoffel Vandoorne erhielten im Rennen einen sogenannten Fanboost, sie durften die Leistung ihres Fahrzeugs nach der 23. Minute des Rennens einmal auf 240 kW bis 250 kW erhöhen und so bis zu 100 Kilojoule Energie zusätzlich verwenden. Buemi erhielt seinen 32. Fanboost in der FIA-Formel-E-Meisterschaft, di Grassi seinen 28. und Abt seinen 23. Felix da Costa und Vandoorne erhielten jeweils zum sechsten Mal die Zusatzenergie, jedes Mal in dieser Saison.

### Training
Im ersten freien Training war Oliver Rowland mit einer Rundenzeit von 1:07,561 Minuten Schnellster vor António Félix da Costa und Alexander Sims.
Sébastien Buemi fuhr im zweiten freien Training in 1:07,288 Minuten die Bestzeit vor Félix da Costa und Rowland.

### Qualifying
Das Qualifying begann um 11:20 Uhr und fand in vier Gruppen zu je fünf oder sechs Fahrern statt, jede Gruppe hatte sechs Minuten Zeit, in der die Piloten maximal eine gezeitete Runde mit einer Leistung von 200 kW und anschließend maximal eine gezeitete Runde mit einer Leistung von 250 kW fahren durften. Buemi war mit einer Rundenzeit von 1:07,670 Minuten Schnellster.
Die sechs schnellsten Fahrer fuhren anschließend im Superpole genannten Einzelzeitfahren die ersten sechs Positionen aus. Rowland sicherte sich mit einer Rundenzeit von 1:07,945 Minuten die Pole-Position und damit drei Punkte. Die weiteren Positionen belegten Jean-Éric Vergne, Félix da Costa, Daniel Abt, Buemi und Sims.

### Rennen
Das Rennen ging über eine Zeit von 45 Minuten zuzüglich einer Runde. Jeder Fahrer musste den Attack-Mode zweimal aktivieren, nach der Aktivierung leistete das Fahrzeug für eine Zeit von vier Minuten maximal 225 kW statt 200 kW.
Vergne gewann das Rennen vor Rowland und Félix da Costa. Die restlichen Punkteplatzierungen belegten André Lotterer, Abt, D’Ambrosio, Pascal Wehrlein, Buemi, Mitch Evans und Felipe Massa. Der Punkt für die schnellste Rennrunde unter den ersten Zehn ging an Vergne.
Félix da Costa übernahm die Führung in der Gesamtwertung vor D’Ambrosio, Vergne war nun neuer Dritter und punktgleich mit Bird. In der Teamwertung blieb Virgin Racing in Führung, war nun aber punktgleich mit Mahindra Racing. Audi Sport ABT Schaeffler lag mit einem Punkt Rückstand auf dem dritten Platz.

## Meldeliste
Alle Teams und Fahrer verwendeten Reifen von Michelin.
| Team                                     | Fahrzeug           | Nr. | Fahrer                 |
| ---------------------------------------- | ------------------ | --- | ---------------------- |
| Audi Sport ABT Schaeffler Formula E Team | Audi e-tron FE05   | 11  | Lucas di Grassi        |
| Audi Sport ABT Schaeffler Formula E Team | Audi e-tron FE05   | 66  | Daniel Abt             |
| DS Techeetah                             | DS E-Tense FE 19   | 25  | Jean-Éric Vergne       |
| DS Techeetah                             | DS E-Tense FE 19   | 36  | André Lotterer         |
| Envision Virgin Racing                   | Audi e-tron FE05   | 02  | Sam Bird               |
| Envision Virgin Racing                   | Audi e-tron FE05   | 04  | Robin Frijns           |
| Mahindra Racing                          | Mahindra M5Electro | 64  | Jérôme D’Ambrosio      |
| Mahindra Racing                          | Mahindra M5Electro | 94  | Pascal Wehrlein        |
| Nissan e.dams                            | Nissan IM01        | 22  | Oliver Rowland         |
| Nissan e.dams                            | Nissan IM01        | 23  | Sébastien Buemi        |
| Panasonic Jaguar Racing                  | Jaguar I-Type III  | 03  | Nelson Piquet jr.      |
| Panasonic Jaguar Racing                  | Jaguar I-Type III  | 20  | Mitch Evans            |
| Venturi Formula E Team                   | Venturi VFE05      | 19  | Felipe Massa           |
| Venturi Formula E Team                   | Venturi VFE05      | 48  | Edoardo Mortara        |
| NIO Formula E Team                       | NIO Sport 004      | 08  | Tom Dillmann           |
| NIO Formula E Team                       | NIO Sport 004      | 16  | Oliver Turvey          |
| Geox Dragon                              | PENSKE EV-3        | 06  | Felipe Nasr            |
| Geox Dragon                              | PENSKE EV-3        | 07  | José María López       |
| BMW i Andretti Motorsport                | BMW iFE.18         | 27  | Alexander Sims         |
| BMW i Andretti Motorsport                | BMW iFE.18         | 28  | António Félix da Costa |
| HWA Racelab                              | Venturi VFE05      | 05  | Stoffel Vandoorne      |
| HWA Racelab                              | Venturi VFE05      | 17  | Gary Paffett           |

## Klassifikationen

### Qualifying
| Pos.                                                                   | Fahrer                 | Team                                     | Zeit     | Superpole  | Start |
| ---------------------------------------------------------------------- | ---------------------- | ---------------------------------------- | -------- | ---------- | ----- |
| 01                                                                     | Oliver Rowland         | Nissan e.dams                            | 1:07,958 | 1:07,945   | 01    |
| 02                                                                     | Jean-Éric Vergne       | DS Techeetah                             | 1:08,303 | 1:08,045   | 02    |
| 03                                                                     | António Félix da Costa | BMW i Andretti Motorsport                | 1:07,951 | 1:08,122   | 03    |
| 04                                                                     | Daniel Abt             | Audi Sport ABT Schaeffler Formula E Team | 1:08,358 | 1:08,331   | 04    |
| 05                                                                     | Alexander Sims         | BMW i Andretti Motorsport                | 1:07,957 | keine Zeit | 05    |
| 06                                                                     | Sébastien Buemi        | Nissan e.dams                            | 1:07,670 | keine Zeit | 06    |
| 07                                                                     | André Lotterer         | DS Techeetah                             | 1:08,371 | –          | 07    |
| 08                                                                     | Jérôme D’Ambrosio      | Mahindra Racing                          | 1:08,372 | –          | 08    |
| 09                                                                     | Pascal Wehrlein        | Mahindra Racing                          | 1:08,455 | –          | 09    |
| 10                                                                     | Lucas di Grassi        | Audi Sport ABT Schaeffler Formula E Team | 1:08,468 | –          | 10    |
| 11                                                                     | Edoardo Mortara        | Venturi Formula E Team                   | 1:08,504 | –          | 11    |
| 12                                                                     | Robin Frijns           | Envision Virgin Racing                   | 1:08,546 | –          | 12    |
| 13                                                                     | Stoffel Vandoorne      | HWA Racelab                              | 1:08,560 | –          | 13    |
| 14                                                                     | José María López       | Geox Dragon                              | 1:08,568 | –          | 14    |
| 15                                                                     | Felipe Massa           | Venturi Formula E Team                   | 1:08,585 | –          | 15    |
| 16                                                                     | Sam Bird               | Envision Virgin Racing                   | 1:08,641 | –          | 16    |
| 17                                                                     | Tom Dillmann           | NIO Formula E Team                       | 1:08,800 | –          | 17    |
| 18                                                                     | Felipe Nasr            | Geox Dragon                              | 1:08,823 | –          | 18    |
| 19                                                                     | Oliver Turvey          | NIO Formula E Team                       | 1:08,923 | –          | 19    |
| 20                                                                     | Mitch Evans            | Panasonic Jaguar Racing                  | 1:08,955 | –          | 20    |
| 21                                                                     | Gary Paffett           | HWA Racelab                              | 1:09,072 | –          | 21    |
| 22                                                                     | Nelson Piquet jr.      | Panasonic Jaguar Racing                  | 1:09,399 | –          | 22    |
| 110-Prozent-Zeit: 1:14,437 min (bezogen auf Bestzeit von 1:07,670 min) |                        |                                          |          |            |       |

Anmerkungen
1. ↑  Buemi wurde in der Superpole disqualifiziert, da die Bremsen an seinem Wagen nicht dem Reglement entsprachen.

### Rennen
| Pos. | Fahrer                 | Team                                     | Runden | Zeit        | Start | Schnellste Runde |
| ---- | ---------------------- | ---------------------------------------- | ------ | ----------- | ----- | ---------------- |
| 01   | Jean-Éric Vergne       | DS Techeetah                             | 36     | 1:02:50,185 | 02    | 1:09,965 (35.)   |
| 02   | Oliver Rowland         | Nissan e.dams                            | 36     | + 1,762     | 01    | 1:10,274 (28.)   |
| 03   | António Félix da Costa | BMW i Andretti Motorsport                | 36     | + 3,268     | 03    | 1:10,333 (28.)   |
| 04   | André Lotterer         | DS Techeetah                             | 36     | + 4,631     | 07    | 1:10,464 (28.)   |
| 05   | Daniel Abt             | Audi Sport ABT Schaeffler Formula E Team | 36     | + 5,972     | 04    | 1:10,362 (33.)   |
| 06   | Jérôme D’Ambrosio      | Mahindra Racing                          | 36     | + 17,340    | 08    | 1:10,300 (33.)   |
| 07   | Pascal Wehrlein        | Mahindra Racing                          | 36     | + 18,367    | 09    | 1:10,521 (34.)   |
| 08   | Sébastien Buemi        | Nissan e.dams                            | 36     | + 19,405    | 06    | 1:10,173 (08.)   |
| 09   | Mitch Evans            | Panasonic Jaguar Racing                  | 36     | + 20,646    | 20    | 1:10,094 (28.)   |
| 10   | Felipe Massa           | Venturi Formula E Team                   | 36     | + 27,739    | 15    | 1:10,485 (34.)   |
| 11   | Oliver Turvey          | NIO Formula E Team                       | 36     | + 31,453    | 19    | 1:10,171 (30.)   |
| 12   | Tom Dillmann           | NIO Formula E Team                       | 36     | + 32,654    | 17    | 1:10,336 (30.)   |
| 13   | Edoardo Mortara        | Venturi Formula E Team                   | 36     | + 38,208    | 11    | 1:10,265 (33.)   |
| 14   | Robin Frijns           | Envision Virgin Racing                   | 35     | DNF         | 12    | 1:10,491 (33.)   |
| 15   | Lucas di Grassi        | Audi Sport ABT Schaeffler Formula E Team | 34     | DNF         | 10    | 1:10,165 (28.)   |
| –    | Nelson Piquet jr.      | Panasonic Jaguar Racing                  | 21     | DNF         | 22    | 1:10,960 (08.)   |
| –    | Alexander Sims         | BMW i Andretti Motorsport                | 20     | DNF         | 05    | 1:11,609 (10.)   |
| –    | Gary Paffett           | HWA Racelab                              | 13     | DNF         | 21    | 1:12,042 (08.)   |
| –    | José María López       | Geox Dragon                              | 10     | DNF         | 14    | 1:11,928 (10.)   |
| –    | Stoffel Vandoorne      | HWA Racelab                              | 01     | DNF         | 13    | –                |
| –    | Sam Bird               | Envision Virgin Racing                   | 0      | DNF         | 16    | –                |
| –    | Felipe Nasr            | Geox Dragon                              | 0      | DNF         | 18    | –                |

Anmerkungen
1. ↑  Buemi erhielt nachträglich eine Zehn-Sekunden-Strafe, weil er eine Kollision verursacht hatte.
2. ↑  Mortara erhielt nachträglich eine Durchfahrtstrafe, die in eine Zeitstrafe von 16 Sekunde umgewandelt wurde, weil er den Attack-Mode nur einmal verwendet hatte.

## Meisterschaftsstände nach dem Rennen
Die ersten Zehn des Rennens bekamen 25, 18, 15, 12, 10, 8, 6, 4, 2 bzw. 1 Punkt(e). Zusätzlich gab es drei Punkte für die Pole-Position und einen Punkt für den Fahrer unter den ersten Zehn, der die schnellste Rennrunde erzielte.

### Fahrerwertung
| Pos. | Fahrer                 | Team                                     | Punkte |
| ---- | ---------------------- | ---------------------------------------- | ------ |
| 01   | António Félix da Costa | BMW i Andretti Motorsport                | 62     |
| 02   | Jérôme D’Ambrosio      | Mahindra Racing                          | 61     |
| 03   | Jean-Éric Vergne       | DS Techeetah                             | 54     |
| 04   | Sam Bird               | Envision Virgin Racing                   | 54     |
| 05   | Lucas di Grassi        | Audi Sport ABT Schaeffler Formula E Team | 52     |
| 06   | Edoardo Mortara        | Venturi Formula E Team                   | 52     |
| 07   | Daniel Abt             | Audi Sport ABT Schaeffler Formula E Team | 44     |
| 08   | Robin Frijns           | Envision Virgin Racing                   | 43     |
| 09   | André Lotterer         | DS Techeetah                             | 41     |
| 10   | Pascal Wehrlein        | Mahindra Racing                          | 36     |
| 11   | Mitch Evans            | Panasonic Jaguar Racing                  | 36     |
| 12   | Oliver Rowland         | Nissan e.dams                            | 27     |

| Pos. | Fahrer             | Team                      | Punkte |
| ---- | ------------------ | ------------------------- | ------ |
| 13   | Sébastien Buemi    | Nissan e.dams             | 23     |
| 14   | Alexander Sims     | BMW i Andretti Motorsport | 18     |
| 15   | Felipe Massa       | Venturi Formula E Team    | 15     |
| 16   | Oliver Turvey      | NIO Formula E Team        | 6      |
| 17   | Gary Paffett       | HWA Racelab               | 4      |
| 18   | Stoffel Vandoorne  | HWA Racelab               | 3      |
| 19   | José María López   | Geox Dragon               | 2      |
| 20   | Nelson Piquet jr.  | Panasonic Jaguar Racing   | 1      |
| 21   | Tom Dillmann       | NIO Formula E Team        | 0      |
| 22   | Maximilian Günther | Geox Dragon               | 0      |
| 23   | Felipe Nasr        | Geox Dragon               | 0      |
| –    | Felix Rosenqvist   | Mahindra Racing           | 0      |

### Teamwertung
| Pos. | Team                                     | Punkte |
| ---- | ---------------------------------------- | ------ |
| 01   | Envision Virgin Racing                   | 97     |
| 02   | Mahindra Racing                          | 97     |
| 03   | Audi Sport ABT Schaeffler Formula E Team | 96     |
| 04   | DS Techeetah                             | 95     |
| 05   | BMW i Andretti Motorsport                | 80     |
| 06   | Venturi Formula E Team                   | 67     |

| Pos. | Team                    | Punkte |
| ---- | ----------------------- | ------ |
| 07   | Nissan e.dams           | 46     |
| 08   | Panasonic Jaguar Racing | 37     |
| 09   | HWA Racelab             | 7      |
| 10   | NIO Formula E Team      | 6      |
| 11   | Geox Dragon             | 2      |